# Volvarina rubella
Volvarina rubella is een slakkensoort uit de familie van de Marginellidae. De wetenschappelijke naam van de soort is voor het eerst geldig gepubliceerd in 1845 door C.B. Adams.